# Шимчик Ярослав Володимирович
Яросла́в Володи́мирович Ши́мчик (нар. 7 червня 1992, м. Гайворон, Кіровоградська область, Україна — пом. 29 липня 2014, с. Латишеве, Шахтарський район, Донецька область, Україна) — український військовослужбовець, спецпризначенець, старший солдат Збройних сил України, учасник російсько-української війни.

## Життєпис
Народився 1992 року в місті Гайворон на Кіровоградщині. 2009 року закінчив Гайворонську загальноосвітню школу № 5. Займався спортом, відвідував спортивні секції.
Вступив на військову службу за контрактом. Радист радіогрупи 1-го загону 3-го окремого полку спецпризначення, в/ч А0680, м. Кропивницький.
З початком російської збройної агресії брав участь в антитерористичній операції на Сході України. Разом з побратимами 15 квітня 2014 звільнив і в подальшому утримував аеродром Краматорська.

### Обставини загибелі
28 липня 2014 розвідгрупа з 19 військовослужбовців 3-го полку під загальним командуванням підполковника Сергія Лисенка виїхала в район міста Сніжне на спецзавдання з евакуації пілотів збитого літака Су-25. Вони успішно провели операцію з порятунку одного пілота збитого штурмовика і заночували на території закинутої ферми поблизу села Латишеве. Власник ферми 61-річний Микола Бутрименко зустрів військових і запросив їх переночувати в ангарі, а сам виїхав до Сніжного і доніс про це терористам, які приїхали на бронетехніці і оточили ферму 29 липня. В нерівному бою під час прориву загинули 10 спецпризначенців: підполковник Сергій Лисенко, капітан Кирило Андреєнко, капітан Тарас Карпа (вважався зниклим безвісти), старшина Олексій Глобенко, старшина Андрій Шершень, сержант Анатолій Бузуляк, старші солдати Ярослав Шимчик, Сергій Гришин (вважався зниклим безвісти), Лев Панков та Роман Рикалов (вважався зниклим безвісти). Четверо бійців, які перебували в секретах, самостійно дістались до розташування своїх військ. П'ятеро поранених потрапили у полон, згодом їх звільнили за обміном.
6 серпня з Ярославом Шимчиком та трьома його побратимами Андрієнком, Шершнем та Бузуляком прощались в Кропивницькому. Похований на міському кладовищі Гайворона.
Залишились батьки, Володимир Володимирович та Світлана Миколаївна Шимчики.
27 червня 2016 було затримано зрадника Бутрименка, який навів російських терористів на місце розташування українського підрозділу.

## Нагороди
- За особисту мужність і героїзм, виявлені у захисті державного суверенітету та територіальної цілісності України, вірність військовій присязі, відзначений — нагороджений орденом «За мужність III ступеня» (14.11.2014, посмертно)[3].
- Нагороджений відзнакою УПЦ КП — медаллю «За жертовність і любов до України» (червень 2016, посмертно)[4].
- Нагороджений пам'ятним знаком (№ 272) за оборону аеродрому Краматорська.

## Вшанування пам'яті
- В місті Гайворон на будівлі НВК «Гайворонської гімназії-ЗОШ I—III ступенів № 5» встановлено меморіальну дошку на честь випускника школи Ярослава Шимчика.
- Рішенням Гайворонської міської ради вулицю Піонерську перейменовано на вулицю Ярослава Шимчика[5].